# Втрати 38-ї окремої мотострілецької бригади (РФ)
У статті наведено подробиці поіменних втрат 38-ї окремої мотострілецької бригади Збройних сил РФ у різних військових конфліктах.

## Війна в Сирії
| п/п | Прізвище, ім'я, по-батькові                                     | Звання | Дата народження | Дата смерті | Місце смерті |
| --- | --------------------------------------------------------------- | ------ | --------------- | ----------- | ------------ |
| 1.  | Карімов Сухроб Абдувалійович (рос. Каримов Сухроб Абдувалиевич) | майор  | 22.11.1983      | 22.02.2019  |              |

## Російсько-українська війна
| п/п | Прізвище, ім'я, по-батькові                                              | Звання                                 | Дата народження | Дата смерті   | Місце смерті       |
| --- | ------------------------------------------------------------------------ | -------------------------------------- | --------------- | ------------- | ------------------ |
| 1.  | Мельников Сергій Юрійович (рос. Мельников Сергей Юрьевич)                | рядовий                                | 08.12.2001      | 10.03.2022    | Київська область   |
| 2.  | Шубников Олександр Сергійович (рос. Шубников Александр Андреевич)        | молодший сержант                       | 18.05.1996      | 10.03.2022    | Київська область   |
| 3.  | Пєтрухін Руслан Володимирович (рос. Петрухин Руслан Владимирович)        | майор, командир батальйону з озброєння | 1988            | 10—11.03.2022 |                    |
| 4.  | Горюнов Антон Сергійович (рос. Горюнов Антон Сергеевич                   | єфрейтор                               | 06.07.1999      | 13.03.2022    |                    |
| 5.  | Захаров Клим Миколайович (рос. Захаров Клим Николаевич                   | рядовий                                | 25.08.2001      | 16.03.2022    |                    |
| 6.  | Кочеров Іван Дмитрович (рос. Кочеров Иван Дмитриевич)                    | сержант                                | 09.05.1994      | 16.03.2022    |                    |
| 7.  | Непряхін Владислав Ігорович (рос. Непряхин Владислав Игоревич)           | рядовий                                | 25.03.2000      | 18.03.2022    |                    |
| 8.  | Мікотін Олександр Володимирович (рос. Микотин Александр Владимирович)    | старший лейтенант                      | 03.05.1996      | 29.03.2022    | Радча              |
| 9.  | Семенов Максим Олександрович (рос. Семенов Максим Александрович)         | сержант                                | 23.05.1995      | 29.03.2022    | Радча              |
| 10. | Токарєв Сергій (рос. Токарев Сергей)                                     |                                        |                 | до 05.04.2022 |                    |
| 11. | Павлюченко Артем Олександрович (рос. Павлюченко Артем Александрович)     | єфрейтор                               | 30.07.1992      | 17.04.2022    | Ізюм               |
| 12. | Вознюк Григорій Олександрович (рос. Вознюк Григорий Александрович)       |                                        | 16.07.1997      | 18.04.2022    |                    |
| 13. | Чучков Петро Васильович (рос. Чучков Петр Васильевич)                    | єфрейтор                               | 1987            | 20.04.2022    |                    |
| 14. | Кобзєв Володимир Олександрович (рос. Кобзев Владимир Александрович)      | старший лейтенант                      | 26.07.1998      | 17.05.2022    |                    |
| 15. | Тарадонов Денис Сергійович (рос. Тарадонов Денис Сергеевич)              | старший лейтенант                      | 30.05.1997      | 26.05.2022    | Харківська область |
| 16. | Пястолов Олександр Іванович (рос. Пястолов Александр Иванович)           | капітан                                | 07.03.1986      | 28.06.2022    |                    |
| 17. | Щербаков Семен Олександрович (рос. Щербаков Семен Александрович)         | єфрейтор                               | 1994            | 01.07.2022    |                    |
| 18. | Канаматов Айдемир Анварович (рос. Канаматов Айдемир Анварович)           |                                        | 08.07.1993      | 30.07.2022    |                    |
| 19. | Хведеліани Сергій Гівійович (рос. Хведелиани Сергей Гивиевич)            | старший лейтенант                      | 06.08.1989      | 01.09.2022    |                    |
| 20. | Голуб Сергій Олександрович (рос. Голубь Сергей Александрович)            | сержант                                | 19.05.1998      | 08.09.2022    |                    |
| 21. | Акімов Олександр Олександрович (рос. Акимов Александр Александрович)     | майор                                  | 02.09.1987      | 27.09.2022    | Херсонська область |
| 22. | Голубєв Валерій Вадимович (рос. Голубев Валерий Вадимович)               | майор                                  | 21.01.1989      | 29.09.2022    |                    |
| 23. | Носков Родіон Олексійович (рос. Носков Родион Алексеевич)                | капітан                                | 05.01.1983      | 05.10.2022    |                    |
| 24. | Ертіне Доржу Дуузумович (рос. Доржу Эртине Дуузумович)                   |                                        | 06.12.1992      | 01.02.2023    |                    |
| 25. | Захарченко Максим Сергійович (рос. Захарченко Максим Сергеевич)          |                                        | 16.10.1992      | 01.03.2023    |                    |
| 26. | Купріянов Єгор Сергійович (рос. Куприянов Егор Сергеевич)                | лейтенант                              | 27.07.1999      | 19.03.2023    |                    |
| 27. | Фомінов Василь Ілліч (рос. Фоминов Василий Ильич)                        | старший лейтенант                      | 08.08.1964      | 25.03.2023    |                    |
| 28. | Полевач Сергій Олексійович (рос. Полевач Сергей Алексеевич)              | старший лейтенант                      | 03.04.1998      | 07.06.2023    |                    |
| 29. | Сенотрусов Роман Олександрович (рос. Сенотрусов Роман Александрович)     | рядовий                                | 19.04.1990      | 26.07.2023    |                    |
| 30. | Іманбаев Аймаганбет Жайнакбаєвич (рос. Иманбаев Аймаганбет Жайнакбаевич) | старший лейтенант, командир роти       | 25.10.1998      | 24.01.2024    |                    |
| 31. | Вощевоз В'ячеслав Валерійович (рос. Вощевоз Вячеслав Валерьевич)         | лейтенант                              | 16.11.1995      | 02.06.2024    | Запорізька область |